# جوزيف بي. مارتن
جوزيف بي. مارتن (بالإنجليزية: Joseph B. Martin)‏ هو طبيب أعصاب أمريكي، ولد في 20 أكتوبر 1938.

## وصلات خارجية
- جوزيف بي. مارتن على موقع إن إن دي بي (الإنجليزية)